# Grafton (Nebraska)
Grafton – wieś w Stanach Zjednoczonych, w stanie Nebraska, w hrabstwie Fillmore.